# 奥斯曼·丹·福迪奥
奥斯曼·丹·福迪奥（1754年12月15日—1817年4月21日），西非政治家、伊斯兰哲学家。索科托哈里發国创立者。
1754年12月出生于马拉塔（位于今塞内加尔）的一个富拉尼阿訇家庭。1774年开始在戈比尔传教。18世纪90年代，协助戈比尔国王那法塔（Nafata）进行政教改革，成为王子之师。1802年王子云法即位，将其驱逐。在各地组织反对豪萨贵族统治的斗争。1804年在古杜率领一批支持者发动“圣战”。领导富尔贝、豪萨等族贫民和奴隶起义，自称伊斯兰教教长，宣布圣战。于1804—1808年间连续攻占豪萨诸国，兼并努佩、约鲁巴等部落，1808年攻克戈比尔，建立索科托哈里發國，囊括今尼日利亚北部地区。1809年退位，其王国分为索科多、干杜两苏丹国。1817年4月21日去世。